# Nematopodius parvus
Nematopodius parvus là một loài tò vò trong họ Ichneumonidae.